# Улян-Маёрат (гмина)
Улян-Маёрат (пол. Ulan-Majorat) — сельская гмина (волость) в Польше, входит как административная единица в Радзыньский повет, Люблинское воеводство. Население — 6102 человека (на 2004 год).

## Соседние гмины
1. Гмина Борки
2. Гмина Конколевница-Всходня
3. Гмина Лукув
4. Гмина Радзынь-Подляски
5. Гмина Войцешкув